# Lauritzenia angusta
Lauritzenia angusta är en kvalsterart som först beskrevs av Hammer 1971.  Lauritzenia angusta ingår i släktet Lauritzenia och familjen Haplozetidae. Inga underarter finns listade i Catalogue of Life.